# شمولن-پوتسکاو
شمولن-پوتسکاو (به آلمانی: Schmölln-Putzkau) یک شهر در آلمان است که در باوتسن واقع شده‌است. شمولن-پوتسکاو ۳٬۳۹۳ نفر جمعیت دارد.